# Boghos Bedros XIII. Terzian
Boghos Bedros XIII. Terzian, auch Paul Petrus XIII. Terzian, (* 1. September 1855 in Kütahya, Türkei; † 15. Dezember 1931) war der dreizehnte armenisch-katholische Patriarch von Kilikien. Er überlebte den Völkermord an den Armeniern und führte den Sitz des Patriarchen nach Bzommar im Libanon zurück. 

## Leben
Boghos Terzian wurde am 8. April 1855 zum Bischof von Adana in der Türkei ernannt. Die Versammlung der armenisch-katholischen Bischöfe wählte ihn am 23. April 1910 zum Patriarchen von Kilikien. Die Amtsbestätigung erfolgte am 27. November 1911 durch Papst Pius X. Eine seiner ersten Maßnahmen war 1911 die Versammlung der armenisch-katholischen Synode in Rom, auf der die Jurisdiktionsfragen geklärt und die Regularien des Ritus überarbeitet wurden.
Bedros XIII. konsekrierte Jean Couzian ICPB zum Bischof von Iskanderiya in Ägypten und Jacques Nessimian zum Erzbischof von Mardin.
Mit dem Erlangen des 75. Lebensjahres wurde der Patriarch emeritiert und war bis zu seinem Tod am 15. Dezember 1931 Altpatriarch von Kilikien. Von 1911 bis 1928 hatte er auch das Amt des Erzbischofs von Konstantinopel inne.

## Völkermord an den Armeniern
Der Völkermord an den Armeniern 1915 und 1916 ging nicht spurlos an der armenisch-katholischen Kirche vorbei. Ihm fielen 19 Eparchien, 156 Kirchen, 110 Missionsstationen, 6 Priesterseminare, 300 Priester und 270 Ordensleute zum Opfer. Die Bischöfe der armenisch-katholischen Eparchien Mardin, Amida, Kharput, Melitene, Mush und Prusa wurden ermordet. Bedros XIII. musste Konstantinopel verlassen und verlegte den Patriarchensitz nach Bzommar im Libanon. Die zweite Synode von Rom beschloss 1928 Beirut zur Patriarchaleparchie zu erheben. Dem zufolge wurde der Patriarch von Kilikien gleichzeitig Erzbischof von Beirut. Außerdem war er auch Apostolischer Administrator der Eparchie Ispahan im Iran.